# Božena Němcová-Theater

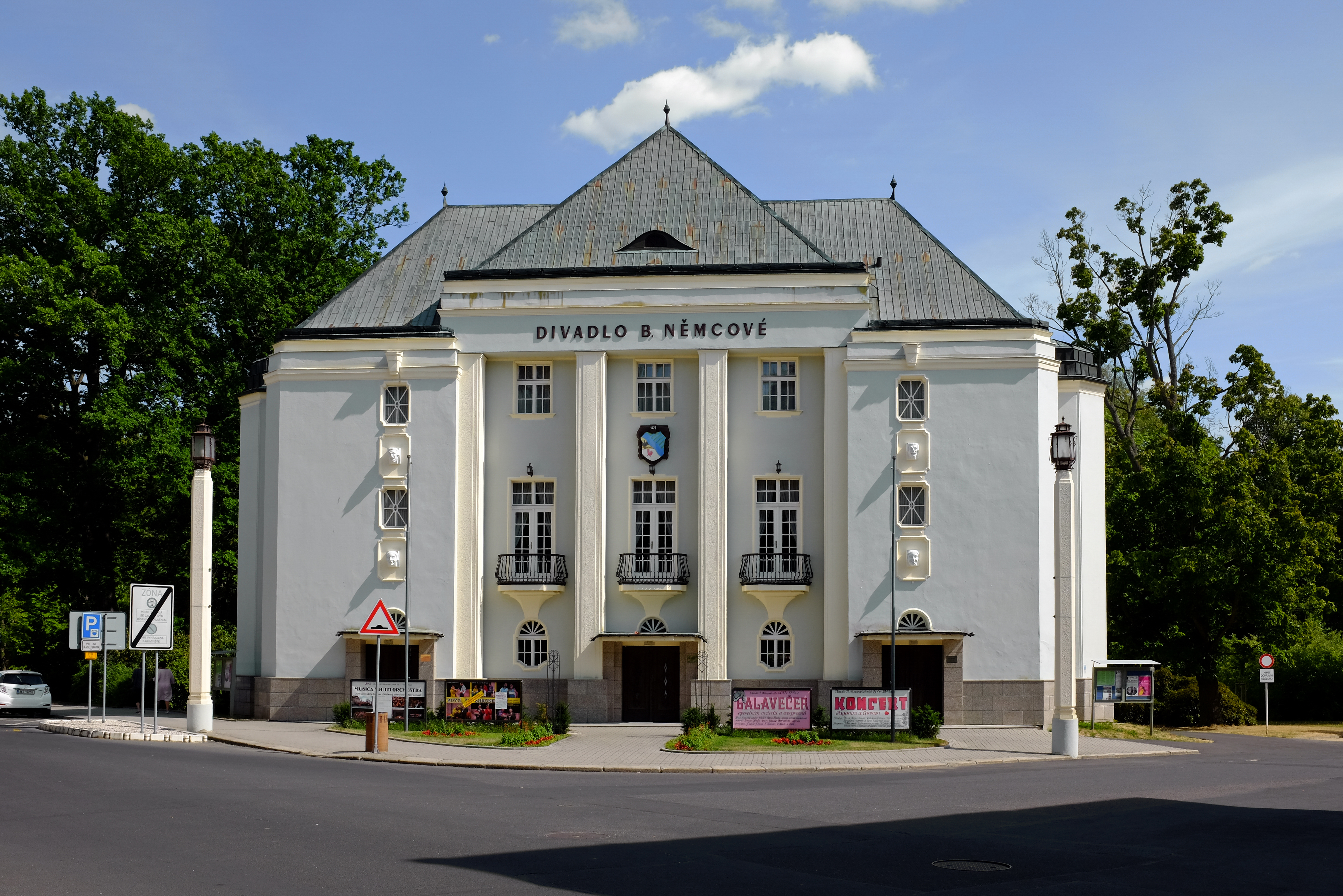
Božena Němcová-Theater Franzensbad

Das Božena-Němcová-Theater (tschechisch Divadlo Boženy Němcové) spielt im Gebäude des vormaligen Stadttheaters Františkovy Lázně (deutsch Franzensbad).

## Geschichte
Die älteste Erwähnung eines Theatergebäudes in Franzensbad stammt von Kurinspektor Anton Musill aus dem Juli 1808. In einem an den Egerer Magistrat gerichteten Ersuchen ist von der Notwendigkeit der Reparatur der Gebäudefassaden die Rede. Der damalige Badeinspektor Graf Münch-Bellinghausen setzte Baumaßnahmen durch. Im Ergebnis wurde der Bau jedoch als „Theaterschupfe“ oder „Comedienhaus“ bezeichnet und entsprach nicht den Erfordernissen. Stammkurgast Goethe äußerte sich in seinen Tagebüchern abfällig über das Theater und das dargebotene Stück Samson. Das Theater wurde im jahreszeitlichen Rhythmus des Kurortes betrieben. In Wintermonaten diente als Lagerraum.
Die Stadtverordnetenversammlung beschloss 1865 den Bau eines neuen Theaters, und schließlich wurde das Grundstück an der Ecke der heutigen Dr. Pohoreckého- und Ruská ulice ausgewählt. Für das Projekt konnten bedeutende Künstler aus München und Wien gewonnen werden. Bei der feierlichen Eröffnung des Hauses am 10. Juni 1868 wurde die Operette „Schöne Galathea“ von Franz von Suppè gespielt.
Nachdem auch dieses Gebäude im Laufe der Jahre veraltet war und räumlich und technisch nicht mehr ausreichte, wurde nach Gründung der Tschechoslowakei in den 1920er Jahren der Theaterbau nach Entwurf von Artur Payer erneuert. Bei der feierlichen Eröffnung am 16. Juni 1928 wurde die Operette „Die Fledermaus“ von Johann Strauss gespielt. Während der Zeit der Annexion durch das Deutsche Reich wurde das Theater für einige Zeit mit dem Theater in Eger unter der gemeinsamen Bezeichnung Vereinigte Stadttheater Eger – Franzensbad vereinigt.
Nach Kriegsende 1945 wurde ein tschechischsprachiges Ensemble gebildet. In den 1960er Jahren wurden im Gebäude größere Umbauarbeiten durchgeführt. Anfang der 1980er Jahre folgte die Erneuerung der Dacheindeckung mit Kupfer. An der Wende der 1980er und 1990er Jahre wurde das Theater mit einem neuen Steinsockel verkleidet.

## Bauwerk
Das Božena-Němcová-Theater ist ein freistehendes Gebäude am Rand des Stadtparks (Sady Bedřicha Smetany). Die fünfachsige Hauptfassade öffnet sich zur Kreuzung von zwei wenig befahrenen Straßen – Ruská (vormals: Morgenzeile) und Dr. Pohoreckého (Kulmer Straße). Der heutige Grundriss orientiert sich am vorherigen Theatergebäude. Den Mittelteil, der ungewöhnlich tief in das Volumen der Fassade eingelassen ist, dominiert eine Pilasterordnung. Die Seitenflächen der Hauptfassade sind symmetrisch. Die Seitenflächen der Hauptfassade sind symmetrisch, wobei im Erdgeschoss je ein Portal zwischen Steinblöcken besteht. Darüber öffnen sich kleine Dachgauben. Die oberen Geschosse werden durch ein vertikal geführtes Band aus vier miteinander verbundenen länglichen Fenstern mit verjüngten Ecken gegliedert.
Die äußere Gliederung des Baus lässt die Bestimmung der Bauteile – Eingangsblock, Zuschauerraum, und Bühnenblock – gut erkennen. Aus dem massiven Eingangsblock mit abgeschrägter Eckkante ragt ein polygonales Treppenhausgehäuse heraus. Der dreistöckige Zuschauerblock hat vier Erker und zweierlei Arten von Fenstern. Die oberste Fensterreihe ist durch ein Gesims auf Höhe der Sohlbänke verbunden. Über dem Bühnenbau erhebt sich ein Türmchen mit einem erhöhten Stockwerk, das durch drei leere Fensterjoche erleichtert wird. Gekrönt wird der Turm von einem hohen Walmdach mit einer Laterne. Das Motiv einer polygonalen, aus dem Gebäudevolumen herausragenden Treppe wiederholte Payer auch an der Rückfassade. Ein Steinsockel mit variabler Höhe umgibt das Gebäude entlang des gesamten Umfangs. Das gesamte Gebäude ist mit einem Walmdach gedeckt.

## Nachweise
- Božena Němcová Theatre//Artur Payer. In: www.theatre-architecture.eu. Abgerufen am 12. Juni 2024.

Koordinaten: 50° 7′ 11,4″ N, 12° 21′ 14,8″ O